# Portret księcia Wellingtona na koniu

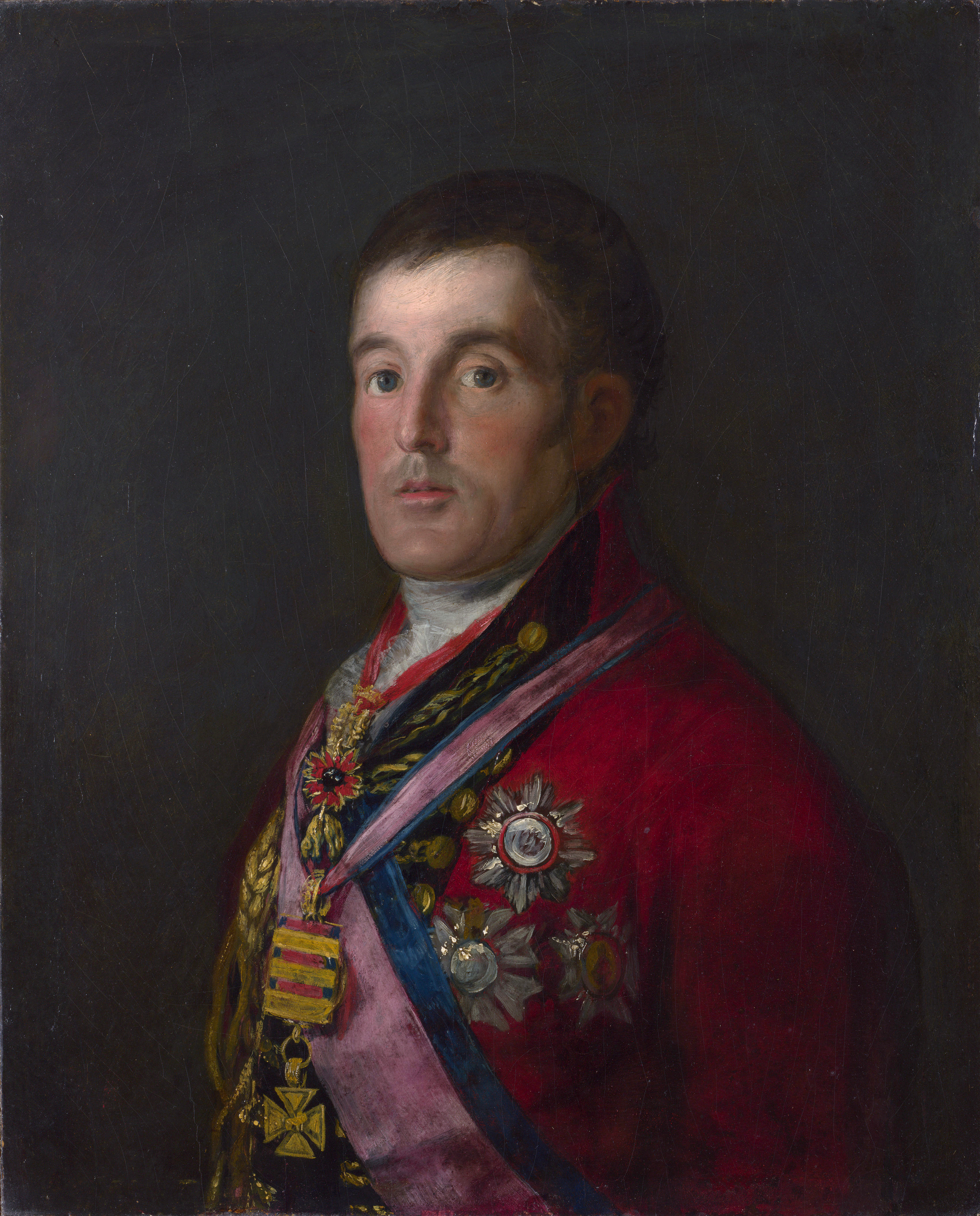
Portret księcia Wellingtona

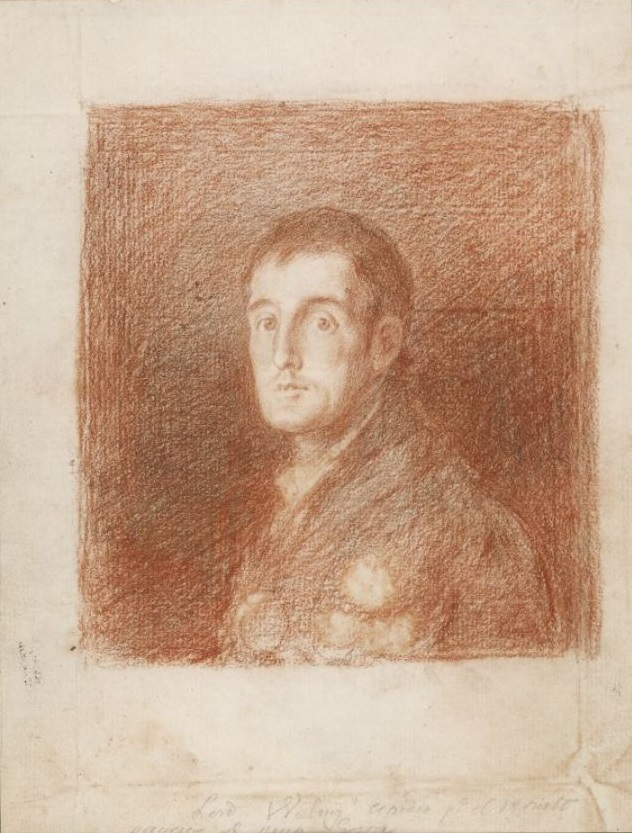
Portret Arthura Wellesleya, 1. księcia Wellingtona, rysunek sangwiną na podkładzie z ołówka, Muzeum Brytyjskie

Portret księcia Wellingtona na koniu – obraz olejny hiszpańskiego malarza Francisca Goi, znajdujący się w kolekcji Wellington eksponowanej w Apsley House w Londynie. Przedstawia Arthura Wellesleya, 1. księcia Wellingtona w trakcie jego służby w wojnie na Półwyspie Iberyjskim (1808–1814).

## Okoliczności powstania
Portret brytyjskiego dowódcy Arthura Wellesleya, przyszłego księcia Wellingtona, został namalowany w 1812 roku, w czasie jego służby w Wojnie na Półwyspie Iberyjskim. Wellington odniósł liczne militarne sukcesy walcząc przeciwko Francuzom. W uznaniu jego zasług w lutym 1812 hiszpański rząd regencyjny w Kadyksie przyznał mu tytuł granda Hiszpanii i księcia Ciudad Rodrigo, miasta które oblegał i wyzwolił z rąk francuskich. Kolejne zwycięstwo odniósł w bitwie pod Salamanką, otwierając sprzymierzonym wojskom drogę do Madrytu. Triumfalnie wkroczył do hiszpańskiej stolicy 12 sierpnia 1812.
Goya namalował wtedy dwa olejne portrety księcia – małe popiersie na mahoniowej desce i wielkoformatowy portret konny na płótnie. Możliwe, że powstały z inicjatywy samego malarza – z szacunku i wdzięczności dla zwycięskiego generała, lub na zamówienie Wellingtona. Obraz na desce posłużył prawdopodobnie jako szkic twarzy, który Goya namalował z natury w kwaterze generała, i użył jako wzoru malując portret konny. Zachował się także naturalistyczny szkic sangwiną będący jednocześnie studium psychologicznym postaci. Portret konny powstał w niespełna 3 tygodnie od przybyciu Wellingtona do stolicy. Malarz wykorzystał do niego starsze płótno, które stosownie przemalował. Radiografia wykazała, że pierwotnie postać jeździec miał na głowie duży kapelusz, gwiazdę na piersi i był przepasany wstęgą. Prawdopodobnie był to niedokończony portret konny Manuela Godoya, premiera w rządzie Karola IV lub Józefa Bonapartego, który w latach 1808–1813 zasiadał na hiszpańskim tronie. Goya prawdopodobnie porzucił pracę nad podobizną któregoś z tych niepopularnych polityków, którzy w międzyczasie utracili władzę. W podobny sposób przemalował niewielki obraz nazwany później Pikador, który mógł być szkicem do porzuconego portretu konnego. Ukończony portret Wellingtona wystawiono na widok publiczny w Akademii Sztuk Pięknych św. Ferdynanda w Madrycie. Informacja o ekspozycji pojawiła się w stołecznym periodyku Diario de Madrid z 1 września 1812.

## Opis obrazu
Wellington był mężczyzną średniego wzrostu, przysadzistym, o szerokich ramionach i mocnej klatce piersiowej. Ze względu na silną wolę i upartość był nazywany Żelaznym Księciem. Jako generał wyróżniał się opanowaniem, roztropnością, wytrwałością i dyscypliną. Został przedstawiony w całej postaci, dosiadający konia stającego dęba. Galopuje po zielonej równinie, na tle pochmurnego nieba z zarysem niebieskawych gór. Ma na sobie cywilny strój do jazdy konnej, który wbrew konwencji preferował na polu bitwy. Nosi ciemnoniebieski kaftan, białą kamizelkę i czarne spodnie. Czerwona szarfa w pasie i szabla to elementy hiszpańskiego stroju, prawdopodobnie inwencja malarza. W prawej ręce trzyma bikorn, a w lewej wodze, brak laski komendanta, być może z powodów politycznych. Angielski arystokrata jest opanowany, prosto i pewnie trzyma się w siodle, spoglądając wprost na widza. Sylwetka nie odpowiada dokładnie szczupłej figurze generała, co jest prawdopodobnie skutkiem adaptacji portretu innego mężczyzny
Kompozycja przywołuje królewskie portrety konne Velázqueza, zwłaszcza portret Filipa IV. W wielu miejscach szybkie pociągnięcia pędzlem przypominają szkic, co jest charakterystyczne dla stylu Goi. Ponadto malarz musiał pracować szybko, aby uchwycić postać Wellingtona, zanim ten opuścił Madryt 2 września 1812 roku, aby kontynuować kampanię przeciwko Francuzom. Portret nie zachował się w dobrym stanie, być może dlatego, że powstał na starszym obrazie.

## Anegdota
Z powstaniem tego obrazu związana jest anegdota o sprzeczce pomiędzy Goyą i księciem Wellingtonem, element romantycznej legendy o żywiołowym charakterze malarza. Po raz pierwszy opisał ją liberalny pisarz i przyjaciel Goi José Somoza (1781–1852). Według Somozy generał odwiedził Goyę w jego warsztacie, aby obejrzeć skończony obraz. Komunikacja była utrudniona, gdyż malarz był już wtedy całkowicie głuchy i nie znał języka angielskiego. Porozumiewał się językiem migowym za pośrednictwem swojego syna Javiera. Wellington przybył w towarzystwie hiszpańskiego oficera jako tłumacza. Generał ekspresyjnie okazał swoje niezadowolenie z obrazu i zażądał poprawek, skarżąc się, że jako jeździec wyglądał zbyt przysadziście. Javier tłumaczył mu, że tego wymagała poza, a proponowane zmiany dałyby śmieszny efekt. Doszło do krzyków, a zdenerwowany malarz nie mógł zrozumieć sytuacji, gdyż syn tłumacząc starał się oszczędzić mu przykrej krytyki. Ostatecznie próbował wręczyć generałowi papier i pióro, aby bez pośredników porozumieli się po francusku. Javier powiedział ojcu, że oburzenie generała nie miało nic wspólnego z obrazem i załagodził sytuację, obawiając się, że temperament Goi doprowadzi do rękoczynów. W podobny sposób opisał to wydarzenie Ramón de Mesonero Romanos, dodając, że Goya był bliski sięgnięcia po pistolety, a Wellington po szablę. W rozdzieleniu ich miał pomagać przyjaciel Wellingtona generał Álava.
Historyczka sztuki Mercedes Águeda Villar uważa, że ta sytuacja nie jest całkowicie wymyślona, i jest prawdopodobne, że Wellington miał jakieś zastrzeżenia do obrazu. Być może chciał zostać przedstawiony w stroju wojskowym z orderami, które Goya szczegółowo namalował na wcześniejszym popiersiu. Jednak w liście do swojego przyjaciela Martína Zapatera Goya pisał, że generał był z obrazu bardzo zadowolony. Anegdota została później wykorzystana przez malarza Ricarda Madrazo, który w swojej wersji zamienił syna Goi na swojego dziadka José Madrazo. Próbował w ten sposób stworzyć relację między swoją rodziną, a Goyą, gdyż chciał sprzedać inny portret Wellingtona, którego autorstwo do dziś jest kwestionowane. Jego wersję spisała kolekcjonerka sztuki Louisine Havemeyer. Według Roberta Hughesa złość Wellingtona miała inne źródło – będąc w warsztacie Goi rozgniewał się na jednego ze swoich podwładnych (naczelnego chirurga wojskowego Jamesa McGrigora), który podjął działania nie czekając na rozkazy. Goya źle zrozumiał sytuację myśląc, że Anglik nie był zadowolony z portretu.

## Proweniencja
Obraz był w posiadaniu Wellingtona, a następnie jego spadkobierców. Obecnie należy do kolekcji Wellington i jest eksponowany w Apsley House, muzeum w dawnej rezydencji generała.